# Les Petits Meurtres d'Agatha Christie
Les Petits Meurtres d'Agatha Christie este un serial de televiziune francez de comedie polițistă (comédie policière). Este format din două serii și este bazat pe operele de ficțiune de mister ale Agathei Christie. A fost difuzat prima dată pe France 2 la 9 ianuarie 2009.
Prima serie are loc în anii 1930 cu comisarul (Commissaire) Larosière (Antoine Duléry) și inspectorul (Inspecteur) Lampion (Marius Colucci). Seria a doua are loc de la mijlocul anilor 1950 până la începutul anilor 1960 cu comisarul (Commissaire) Swan Laurence (Samuel Labarthe), jurnalista Alice Avril (Blandine Bellavoir) și secretara lui Laurence, Marlène Leroy (Élodie Frenck). Cele treizeci și opt de episoade care formează cele două serii includ adaptări după treizeci și șase din lucrările lui Christie.
O a treia serie, cu o nouă distribuție și stabilită în Franța anilor 1970, a fost anunțată în 2019. Cu toate că titlul care poartă numele lui Christie va rămâne, majoritatea episoadelor planificate vor fi povești originale „în spiritul operelor lui Christie”, deoarece producătorul a considerat cărțile rămase „prea greu de adaptat” sau din cauza problemelor legate de drepturi de autor în unele cazuri.
Series One a fost transmisă în streaming cu subtitrare în engleză în SUA de Acorn TV și MHz Choice, Series Two în SUA de MHz Choice și în Australia de SBS.

## Seria I (2009–2012)
Are loc în nordul Franței în anii 1930. Comisarul seducător și bombastic Jean Larosière și nefericitul său ofițer junior Inspector Émile Lampion cercetează o serie de cazuri complicate de crimă pentru a găsi ucigașii.

### Distribuție

#### Roluri principale
- Antoine Duléry - Commissaire Jean Larosière (11 episoade)
- Marius Colucci - Inspecteur Émile Lampion (11 episoade)

#### Roluri secundare
- Serge Dubois - ofițer Ménard (9 episoade)
- Olivier Carré - medic legist Dr Verdure (5 episoade)

| Nr. în serie | Actor (personaj) |
| 1            |                  |
| 2            |                  |
| 3            |                  |
| 4            |                  |
| 5            |                  |
| 6            |                  |
| 7            |                  |
| 8            |                  |
| 9            |                  |
| 10           |                  |
| 11           |                  |

### Episoade
| Nr.                                                                                                   | Titlu                       | Adaptare după Christie  | Regizat de      | Data difuzării |
| --- | --------------------------- | ----------------------- | --------------- | -------------- |
| 1 | „Les meurtres ABC”          | The A.B.C. Murders      | Eric Woreth     | 2009           |
| 2 | „Am stram gram”             | Ordeal by Innocence     | Stéphane Kappes | 2009           |
| 3 | „La plume empoisonnée”      | The Moving Finger       | Eric Woreth     | 2009           |
| 4 | „La maison du péril”        | Peril at End House      | Eric Woreth     | 2009           |
| 5 | „Le chat et les souris”     | Cat Among the Pigeons   | Eric Woreth     | 2010           |
| 6 | „Je ne suis pas coupable”   | Sad Cypress             | Eric Woreth     | 2010           |
| 7 | „Cinq petits cochons”       | Five Little Pigs        | Eric Woreth     | 2011           |
| 8 | „Le flux et le reflux”      | Taken at the Flood      | Eric Woreth     | 2011           |
| (Blandine Bellavoir, care o interpretează pe Albertine, apare ca personaj principal în seria a doua.) |                             |                         |                 |                |
| 9 | „Un cadavre sur l'oreiller” | The Body in the Library | Eric Woreth     | 2011           |
| 10 | „Un meurtre en sommeil”     | Sleeping Murder         | Eric Woreth     | 2012           |
| 11 | „Le couteau sur la nuque”   | Lord Edgware Dies       | Renaud Bertrand | 2012           |

## Seria a II-a  (2013–2020)
Acțiunea s-a mutat de la mijlocul anilor 1950 până în anii 1960, în Lille, Franța. Suav, ascuțit, arogant și intolerant - comisarul Swan Laurence investighează crimele cu ajutorul adesea neapreciat al jurnalistei Alice Avril și al secretarei de poliție Marlène Leroy.

### Distribuție

#### Roluri principale
- Samuel Labarthe - Commissaire Swan Laurence (27 episoade)[6]
- Blandine Bellavoir -  jurnalista și feminista Alice Avril (27 episoade)[7]
- Élodie Frenck - Marlène Leroy, o figură în genul lui Marilyn Monroe; este secretara lui Laurence  (27 episoade)[8]

#### Roluri secundare
- Dominique Thomas - Commissaire Divisionnaire Ernest Tricard (27 episoade)
- Marie Berto - secretar apoi ofițer de poliție Arlette Carmouille (5 episoade)
- Cyril Gueï - médecin légiste Dr Timothée Glissant (13 episoade)
- Christophe Piret / François Godart - redactor de jurnal Robert Jourdeuil (2 / 15 episoade)
- Natacha Lindinger - medic legist Dr Euphrasie Maillol (4 episoade)
- Éric Beauchamp - polițist (flic) Martin (16 episoade)
- Bubulle - peștișorul de aur al lui Marlène, Bubulle (27 episoade)

| Nr. în serie | Actor (personaj) |
| 1            | Catherine Mouchet (Rose-Marie Bousquet), Olivier Rabourdin (Etienne Bousquet), Stéphane Caillard (Juliette), Solveig Maupu (Jaqueline Cassard), Shane Woodward (Jimmy White), Guillaume Bienvenu (Antonin Lambert), Vincent Londez (Léonard Jandel)                                            |
| 2            | Élodie Navarre (Elvire Morenkova), Jean-Philippe Écoffey (Georges Leroy), Claude Perron (Claude Kerrigan), Antoine Oppenheim (Daniel Kerrigan), Hélène Médigue (Babette), Valentine Alaqui (Violette), Alexis Michalik (Jules Lavigne), Luis Inacio (Victor Lebrun)                            |
| 3            | Françoise Fabian (Alexina Laurence), Nathalie Richard (Geneviève Ranson), Jacqueline Bir (Émilie Longuet), Anne Azoulay (Charlotte Ségur), Olivier Chantreau (Louis Segur), Vincent Schmitt (Georges Siatidis), Isabelle de Hertogh (Bella Siatidis), Alexie Ribes (Daisy)                     |
| 4            | Alix Poisson (Suzanne Delavallée), Charlie Dupont (Roland Delavallée), Didier Vinson (André Delavallée), Arly Jover (Alma Sarrazin), Eric Caruso (Philippe Sarrazin), Luc Samaille (Alain Langevin), Laurence Flahault (Paulette Torbier)                                                      |
| 5            | |
| 6            | |
| 7            | |
| 8            | Élodie Frenck (Solange Vanilos), Nancy Tate (Mary Patterson), Blanche Cluzet (Marguerite Richard), Edouard Giard (Jean-Baptiste Millet), Lucile Marquis (Rose), Sandrine Salyères (N'Daye Sissoko), Charles Templon (Pierre), Charlotte Talpaert (Louise)                                      |
| 9            | Philippe Nahon (Émile Deboucke), Anne Benoît (Annick Devassène), Marcelle Fontaine (Josiane Lallin), Alexandre Steiger (Jean Castor), Emilie Wiest (Sabine Toulemonde), Pierre Kiebbe (Baptiste)                                                                                               |
| 10           | Arnaud Perron (Robert Vasseur), Gilian Petrovski (Michael Doutremont), Eléonore Joncquez (Régine Molon), Serge Riaboukine (Dr. Léopold Santini), Mélissandre Fortumeau (Béatrice Santini), Jeanne Bournaud (Hélène Schmit)                                                                     |
| 11           | Valeria Cavalli (Leticia Salvan/Charlotte Salvan), Juliette Plumecocq-Mech (Linda Greenblat), Christine Bonnard (Henriette), Blandine Pélissier (Odette), Annabelle Hettmann (Philippine Leroy), Clovis Fouin (Marcel Combet/Eugène Perrier), Honorine Magnier (Antoinette Combet/Emma Zontag) |
| 12           | |
| 13           | |
| 14           | |
| 15           | |
| 16           | Frédéric Pellegeay (Grégoire Vidal), Pierre Khorsand (Paul Courelle), Mona Walravens (Dany Courelle), Beatrice Rosen (Lucette Vidal), Christian Joubert (Albert Major) |
| 17           | |
| 18           | |
| 19           | |
| 20           | |
| 21           | |
| 22           | |
| 23           | |
| 24           | Bérénice Baoo (Clarisse Rodier), Arnaud Binard (Dr. Rodier), Maïra Schmitt (Adèle Rodier), Kevin Garnichat (Dr Nathan Steiner), Chloé Chaudoye (Marie Steiner), Barbara Monin (Dominique Lebrun), Emmanuel Bordier (Félix Jacquel)                                                             |
| 25           | |
| 26           | |
| 27           | Antoine Duléry (Commissaire Larosière), Anouchka Vingtier (Isabelle Grignan), Alain Duclos (Arthur Grignan), Claudine Vigreux (Madame Léotard), Ulrich Vanacker (Simon Wurtz) |

### Episoade
| Nr. în serie | Titlu                                 | Adaptare după Christie                          | Regizat de                | Data difuzării |
| --- | ------------------------------------- | ----------------------------------------------- | ------------------------- | -------------- |
| 1 | „Jeux de glaces”                      | They Do It With Mirrors                         | Eric Woreth               | 2013           |
| 2 | „Meurtre au champagne”                | Sparkling Cyanide                               | Eric Woreth               | 2013           |
| O vedetă de film pare să se sinucidă otrăvindu-și băutura la o cină, dar Laurence bănuiește că altcineva a pus otrava acolo. Avril o înlocuiește pe platou în timp ce Laurence investighează. |                                       |                                                 |                           |                |
| 3 | „Témoin Muet”                         | Dumb Witness                                    | Marc Angelo               | 2013           |
| Laurence primește o scrisoare datată cu câteva luni mai devreme de la Émilie Longuet, care se temea că va fi ucisă. Aflând că bătrâna înstărită este deja moartă, el ordonă o exhumare și o autopsie care dovedesc că a fost otrăvită. El și Avril întâlnesc amândoi fantome care, în ciuda necredinței sale, ajută la descoperirea secretelor privind posibilele motive ale tuturor membrii familiei, asistentul personal al doamnei Longuet și, spre groaza lui Laurence, propria mamă pe care o arestează înainte de a descoperi că arma folosită într-o a doua crimă a fost plantată în camera ei. |                                       |                                                 |                           |                |
| 4 | „Pourquoi pas Martin?”                | Why Didn't They Ask Evans?                      | Marc Angelo               | 2013           |
| 5 | „Meurtre à la kermesse”               | Hallowe'en Party                                | Eric Woreth               | 2014           |
| 6 | „Cartes sur table”                    | Cards on the Table                              | Eric Woreth               | 2014           |
| 7 | „Le crime ne paie pas”                | Murder on the Links                             | Marc Angelo               | 2014           |
| 8 | „Pension Vanilos”                     | Hickory Dickory Dock                            | Eric Woreth               | 2015           |
| (Élodie Frenck apare într-un rol dublu ca sora lui Marlène Solange.) |                                       |                                                 |                           |                |
| 9 | „Un meurtre est-il facile?”           | Murder is Easy                                  | Marc Angelo               | 2015           |
| 10 | „Madame Mac Ginty est morte”          | Mrs McGinty's Dead                              | Didier Bivel, Eric Woreth | 2015           |
| 11 | „Murder Party”                        | A Murder is Announced                           | Eric Woreth               | 2015           |
| 12 | „L'étrange enlèvement du petit Bruno” | The Adventure of Johnnie Waverly                | Eric Woreth               | 2016           |
| O scriitoare celebră și soțul ei primesc scrisori anonime în care amenință că fiul lor va fi răpit pentru răscumpărare din casa lor la un anumit moment. În ciuda implementării unei securități grele, Laurence nu reușește să împiedice răpirea și este împușcat. El simulează moartea pentru a urmări cazul fără știrea vinovatului și, cu asistență majoră din partea lui Avril, Marlène și Dr. Maillol, este capabil să dezvăluie totul la înmormântarea sa falsă. |                                       |                                                 |                           |                |
| 13 | „Le cheval pâle”                      | The Pale Horse                                  | Olivier Panchot           | 2016           |
| 14 | „L'affaire Protheroe”                 | The Murder at the Vicarage                      | Olivier Panchot           | 2016           |
| După ce o tânără secretară este găsită moartă prin spânzurare, Laurence determină repede că este o crimă intenționată să arate ca o sinucidere. Avril intră sub acoperire ca înlocuitoare a secretarei pentru a ajuta la anchetă. |                                       |                                                 |                           |                |
| 15 | „La mystérieuse affaire de Styles”    | The Mysterious Affair at Styles                 | Eric Woreth               | 2016           |
| 16 | „Albert Major parlait trop”           | A Caribbean Mystery                             | Eric Woreth               | 2016           |
| 17 | „L'Homme au complet marron”           | The Man in the Brown Suit                       | Rodolphe Tissot           | 2017           |
| 18 | „Le miroir se brisa”                  | The Mirror Crack'd from Side to Side            | Rodolphe Tissot           | 2017           |
| 19 | „Crimes haute couture”                | Third Girl                                      | Nicolas Picard-Dreyfuss   | 2017           |
| 20 | „Crime de Noël”                       | nu este adaptat după o povestire a lui Christie | Rodolphe Tissot           | 2017           |
| 21 | „Drame en trois actes”                | Three Act Tragedy                               | Nicolas Picard-Dreyfuss   | 2018           |
| 22 | „Meurtres en solde”                   | Hercule Poirot's Christmas                      | Didier Bivel              | 2018           |
| 23 | „Mélodie mortelle”                    | The Sittaford Mystery                           | Christophe Campos         | 2018           |
| 24 | „Ding Dingue Dong”                    | Evil Under the Sun                              | Christophe Campos         | 2019           |
| 25 | „L'Heure zéro”                        | Towards Zero                                    | Nicolas Picard-Dreyfuss   | 2019           |
| 26 | „Rendez-vous avec la mort”            | Appointment with Death                          | Nicolas Picard-Dreyfuss   | 2019           |
| 27 | „Un Cadavre au petit déjeuner”        | nu este adaptat după o povestire a lui Christie | Nicolas Picard-Dreyfuss   | 2020           |

## Seria a III-a (2021–)
O a treia serie, cu o nouă distribuție și stabilită în Franța în anii 1970, a fost anunțată în 2019. Primul episod va fi difuzat în 2021. Primul episod și al treilea va fi o adaptare după Endless Night și The Hollow. Al doilea și al patrulea episod, precum și al cincilea și al șaselea episod planificat pentru 2022, vor fi toate povești originale, dar, potrivit producătorului, în „spiritul Agathei Christie”.    

## Distribuția întregului serial
| Actor                         | Personaj                                  | Episoade | An             |
| Antoine Duléry                | Jean Larosière nepotul lui Larosière      | 11 1     | 2009–2012 2020 |
| Marius Colucci                | Émile Lampion                             | 11       | 2009–2012      |
| Blandine Bellavoir            | Albertine Alice Avril                     | 1 27     | 2011 2013–2020 |
| Samuel Labarthe               | Swan Laurence                             | 27       | 2013–2020      |
| Élodie Frenck                 | Marlène Leroy                             | 27       | 2013–2020      |
| Dominique Thomas              | Ernest Tricard                            | 27       | 2013–2020      |
| Christophe Piret              | Guillaume Parisot Robert Jourdeuil        | 1 2      | 2012 2013      |
| François Godart               | Robert Jourdeuil                          | 15       | 2013–2019      |
| Éric Beauchamp                | Martin                                    | 16       | 2013–2018      |
| Serge Dubois                  | Ménard                                    | 9        | 2009–2012      |
| Olivier Carré                 | Verdure Roger Bessan                      | 5 1      | 2010–2012 2019 |
| Bubulle                       | peștișorul de aur al lui Marlène, Bubulle | 27       | 2013–2020      |
| Flore Bonaventura Alice Isaaz | Juliette Larosière                        | 1        | 2010 2012      |
| Anne Benoît                   | Madame Daste Annick Devassene             | 1        | 2009 2015      |
| Hélène Vincent                | Kristin                                   | 1        | 2009           |
| Pascal Elso                   | Léopold Vallabrègues                      | 1        | 2009           |
| Corinne Masiero               | Angélique                                 | 1        | 2009           |
| Denis Lavant                  | André Custe                               | 1        | 2009           |
| Frédéric Pierrot              | Jean Villiers                             | 1        | 2009           |
| Robinson Stévenin             | Jean                                      | 1        | 2009           |
| Françoise Bertin              | Emilie Dubreuil                           | 1        | 2009           |
| Lannick Gautry                | Mathieu Vidal                             | 1        | 2010           |
| Isabelle Candelier            | Christine Boisseau                        | 1        | 2010           |
| Guilaine Londez               | Mademoiselle Thuleau                      | 1        | 2010           |
| Mata Gabin                    | Esméralda                                 | 1        | 2011           |
| Jean-Marie Winling            | Pierre Fougères                           | 1        | 2012           |
| Patrick Descamps              | Chesnais                                  | 1        | 2012           |
| Françoise Fabian              | Alexina Laurence                          | 1        | 2013           |
| Claude Perron                 | Claude Kerrigan                           | 1        | 2013           |
| Charlie Dupont                | Roland Delavallée                         | 1        | 2013           |
| Alexis Michalik               | Jules Lavigne                             | 1        | 2013           |
| Isabelle de Hertogh           | Bella Siatidis                            | 1        | 2013           |
| Dominique Pinon               | Hubert Petitpont                          | 1        | 2014           |
| Natacha Lindinger             | Euphrasie Maillol                         | 4        | 2014           |
| Nicolas Vaude                 | Stanislas                                 | 1        | 2014           |
| Alban Lenoir                  | Paul Coupet                               | 1        | 2014           |
| Philippe Nahon                | Emile Deboucke                            | 1        | 2015           |
| Serge Riaboukine              | Léopold Santini                           | 1        | 2015           |
| Cyril Guei                    | Dr Timothée Glissant                      | 13       | 2016–2020      |
| Sophie Cattani                | Eve Constantin                            | 1        | 2016           |
| Philippe Rebbot               | Dr Locart                                 | 1        | 2018           |
| Marie Berto                   | Arlette Carmouille                        | 5        | 2016–2020      |
| Barbara Schulz                | Audrey Fontaine                           | 1        | 2019           |
| Nuno Lopes                    | Maxime Beaumont                           | 1        | 2019           |
| Mireille Herbstmeyer          | Clémence Berg                             | 1        | 2019           |